# التعاون البحري والتوجيه للشحن
التعاون البحري والتوجيه للشحن (NCAGS) هو مصطلح عقائدي بحري . يتم تدريب أفراد البحرية على تنفيذ إنشاء التعاون البحري والتوجيه للشحن وتقديم المشورة للمرور الآمن للسفن التجارية في جميع أنحاء العالم، خلال أوقات السلام والتوتر والأزمات والحرب. يعمل موظفو خدمة التعاون البحري والتوجيه للشحن كحلقة وصل بين القادة العسكريين والسلطات المدنية. أثناء الحرب، قد تكون منظمة التعاون البحري والتوجيه للشحن مسؤولة عن إنشاء قافلة. يتم استخدام التعاون البحري والتوجيه للشحن من قبل العديد من دول الناتو أثناء التدريبات مثل بيلل بوي. لقد كانت التعاون البحري والتوجيه للشحن جزءًا مهمًا من الاحتياطيات البحرية.
في السابق، كان المصطلح العقائدي المستخدم هو السيطرة البحرية على الشحن .
غالبًا ما تكون التعاون البحري والتوجيه للشحن جهدًا مشتركًا بين الدول، ويحتفظ الناتو بوجود التعاون البحري والتوجيه للشحن مخصص في مركز الشحن التابع لحلف شمال الأطلسي، وهو جزء من القيادة البحرية للحلفاء في نورثوود بالمملكة المتحدة. وتقوم بإجراء تدريبات متعددة الجنسيات لتعزيز العلاقات بين القوات البحرية الوطنية وصناعة الشحن المدنية. 
تمارين التعاون البحري والتوجيه للشحن مثل تمرين لاكي مارينر تختبر مهارات العاملين التعاون البحري والتوجيه للشحن.  يمكن أحيانًا الخلط بين التعاون البحري والتوجيه للشحن ونظام المعلومات الملاحية المتحالف عالميًا (أونيس)،  والذي يمثل مجموعة مختلفة تمامًا من المهارات في هذا المجال.